# 的場金右衛門

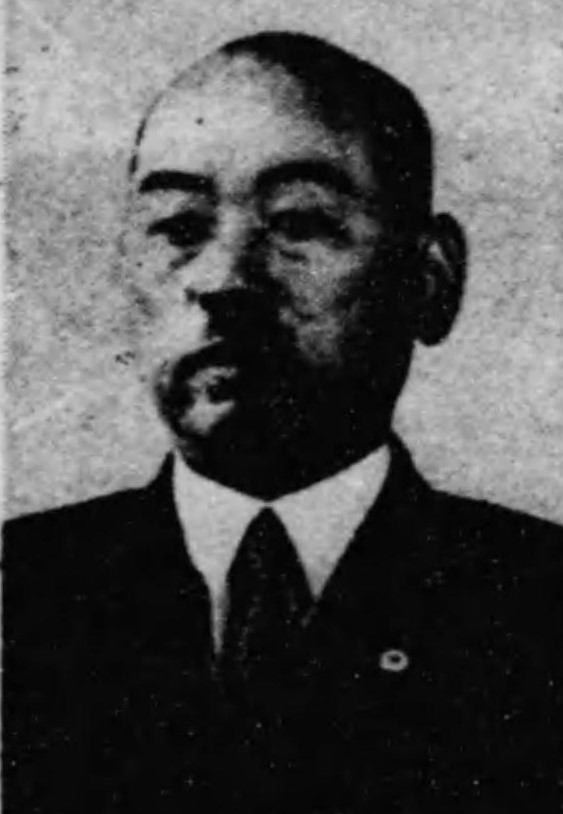
的場金右衛門

的場 金右衛門（旧字体：的󠄁場 金衞門、まとば きんうえもん、1892年（明治25年）9月25日 - 1977年（昭和52年）4月4日）は、大正から昭和期の農業技術者、政治家。衆議院議員。

## 経歴
鹿児島県肝属郡（現・鹿屋市）で生まれる。1911年（明治44年）鹿児島県立鹿屋農学校（現鹿児島県立鹿屋農業高等学校）を卒業。
高隈小学校訓導、吾平小学校訓導、野里小学校訓導、実業補習学校訓導、実業学校助教諭、鹿児島県立農民道場講師などを歴任。また、東市来村農会技手となり、1923年（大正12年）囎唹郡農会技手、同技師、1938年（昭和13年）鹿児島県農会技師となり、同農産課長兼茶業課長を務めた。
1946年（昭和21年）4月の第22回衆議院議員総選挙で鹿児島県全県区から無所属で出馬して初当選。1947年（昭和22年）4月の第23回総選挙で鹿児島県第3区から国民協同党公認で出馬して再選され、衆議院議員に連続2期在任した。この間、国民協同党常任中央委員、同鹿児島県支部長などを務めた。1949年（昭和24年）1月の第24回総選挙で民主自由党公認で出馬したが落選し、政界を引退した。
その他、鹿屋市農業協同組合長、同市農業委員会長、鹿児島県老人クラブ連合会理事、同鹿屋市連合会長などを務めた。